# Komarîțke, Bilopillea
Komarîțke (în ucraineană Комарицьке) este un sat în comuna Tovsta din raionul Bilopillea, regiunea Sumî, Ucraina.

## Demografie
Componența lingvistică a localității Komarîțke
     Ucraineană (99,61%)
     Alte limbi (0,39%)
Conform recensământului din 2001, majoritatea populației localității Komarîțke era vorbitoare de ucraineană (99,61%), existând în minoritate și vorbitori de alte limbi.